# Éric Winogradsky
Éric Winogradsky (Neuilly-sur-Seine, 22 aprile 1966) è un allenatore di tennis ed ex tennista francese.

## Carriera
Ha vinto due titoli in carriera nel doppio maschile, il primo con Mansour Bahrami e il secondo con Javier Sánchez.
Nei tornei dello Slam ha raggiunto la finale del Roland Garros 1989 insieme a Bahrami ma sono stati sconfitti da Jim Grabb e Patrick McEnroe.
In Coppa Davis ha giocato e vinto un match con la squadra francese.
Finita la carriera da giocatore ha iniziato a fare da allenatore per la federazione francese, dal 2002 al 2003 ha seguito Richard Gasquet mentre dal 2004 al 2011 è stata la volta di Jo-Wilfried Tsonga. A partire dal 2012 segue Gaël Monfils.

## Statistiche

### Doppio

#### Vittorie (2)
| Numero | Data           | Torneo                                   | Superficie  | Compagno        | Avversari in finale          | Punteggio |
| 1.     | 9 ottobre 1989 | Grand Prix de Tennis de Toulouse, Tolosa | Sintetico   | Mansour Bahrami | Todd Nelson Roger Smith      | 6–2, 7–6  |
| 2.     | 30 luglio 1990 | Austrian Open, Kitzbühel                 | Terra rossa | Javier Sánchez  | Francisco Clavet Horst Skoff | 7–6, 6–2  |

#### Finali perse (2)
| Numero | Data            | Torneo                      | Superficie  | Compagno        | Avversari in finale           | Punteggio             |
| 1.     | 29 maggio 1989  | Open di Francia, Parigi     | Terra rossa | Mansour Bahrami | Jim Grabb Patrick McEnroe     | 6–4, 2–6, 6–4, 7–6(5) |
| 2.     | 30 ottobre 1989 | BNP Paribas Masters, Parigi | Sintetico   | Jakob Hlasek    | John Fitzgerald Anders Järryd | 7–6, 6–4              |